# 원곡초등학교 성은분교
원곡초등학교 성은분교장은 대한민국 경기도 안성시에 있었던 공립 초등학교이다.
2021년 기준으로 승마장이 되어 폐교된 학교를 문화여가생활을 즐길 수 있는 장소가 되었다. 

## 학교 연혁
- 1937년 5월 7일: 개교
- 1982년 3월 1일: 원곡국민학교 성은분교로 개편
- 2018년 2월 28일: 폐교[2]

## 참고 자료
- 원곡초등학교성은분교장 - 한국교육학술정보원 학교알리미